# SPI3
SPI3（エスピーアイ3）は、リクルート社製の就職採用テストである。

## 概要
SPI3は性格検査、能力検査からなる就職採用テストである。ただし試験の種類によっては特定の分野のみを出題し、特定の分野を出題しない場合もある。
SPI2とSPI3との違いは次の通りである。
- オプション検査に構造的把握力が追加された。
- 性格検査を会場ではなく自宅で受験するように変更。

## SPI3の種類
SPI3は試験の目的に応じて複数の種類がある。

## 実施形態
SPI3の受験方法として以下の方法がある。
テストセンター
受験者が予約した試験会場（テストセンター）まで行き、会場内のパソコンで受験する方式。前回受験の結果を他企業に対して送信できる。
インハウスCBT
企業内のパソコンを使って受験をする方式。
Webテスト
受験者が自宅などにあるパソコンを使用して試験を受験する方式。正式名称は「Webテスティングサービス」。
ペーパーテスト
マークシート方式。